# Ludwik Nowicki
Ludwik Nowicki (ur. około 1830 w Wilnie, zm. przed 13 lutego 1886 w Kazaniu) – polski kompozytor, pianista i pedagog muzyczny.

## Życiorys
Był synem teatralnego klarnecisty. W latach 1853–1858 występował jako akompaniator Apolinarego Kątskiego, później uczył w szkole muzycznej w Wilnie. Wziął udział w powstaniu styczniowym, za co w 1864 roku w ramach represji został zesłany do Ufy. Na zesłaniu działał jako nauczyciel muzyki, do grona jego wychowanków należała pianistka Wiera Timanowa, której towarzyszył w podróżach koncertowych. Od 1870 roku prowadził szkołę muzyczną w Kazaniu. O jego działalności pedagogicznej z uznaniem wypowiadał się Anton Rubinstein.
Opublikował podręcznik Szkoła na fortepian (Petersburg 1850). Był autorem operetki Noc na cmentarzu (wyst. Wilno 1860), zbioru 11 pieśni na głos i fortepian Piosennik (wyd. Wilno 1861), 3 polonezów fortepianowych (Koncert nad koncertami Jankiela, Jan Zamoyski, Kasper Karliński), fantazji fortepianowej Słowik. Jego muzyka cieszyła się dużą popularnością wśród publiczności, przez krytyków była jednak oceniana jako niezbyt wyszukana.